# Biblioteka Narodowa Mongolii
Biblioteka Narodowa Mongolii – biblioteka narodowa w Ułan Batorze w Mongolii.

## Historia
Biblioteka powstała w 1921 roku. W 1994 roku na mocy rozporządzenia rządu stała się Biblioteką Centralną, a rozporządzeniem z 2004 roku Biblioteką Narodową Mongolii. Biblioteka podlega Ministerstwu Edukacji, Kultury, Nauki i Sportu.

## Budynek
W 1951 roku biblioteka przeniosła się do nowego budynku, który powstał według projektu rosyjskiego architekta Nikołaja Szczepietilnikowa. Przed budynkiem stał pomnik Stalina. W 1990 roku w jego miejscu ustawiono pomnik mongolskiego pisarza Bjambyna Rinczena. 
W czerwcu 2008 roku wmurowano kamień węgielny pod budowę nowego gmachu na potrzeby biblioteki. Prezydent na ten cel przeznaczył mającą 0,3 ha działkę niedaleko ambasady USA w Ulan Bator. Oddanie budynku planowano na 2016 rok, ale z powodu kłopotów finansowych przesunięto na 2020 rok. Ostatecznie budowę zakończono w 2024 roku. 11 piętrowy budynek ma kubaturę 9948,2 m³.

## Zbiory
Pod koniec 2014 roku zbiory biblioteki liczyły 2 825 126 woluminów. W 2023 roku zbiory liczyły 3 miliony woluminów, w tym około miliona cennych zbiorów w języku mongolskim, tybetańskim, chińskim i mandżurskim. Od 2018 roku Asian Legacy Library digitalizuje zbiory w języku tybetańskim.
Zbiory biblioteki wpisane na Listę Pamięć Świata:
- 2011: Mongolski tengjur[1]
- 2011: Rękopis z XVII wieku Altan tobchi[1]
- 2013: Kanjur[1]
- 2017: Kamienna stela upamiętniająca przywiezienie w 1924 roku do stolicy Mongolii 226 tomów mongolskiego tengjuru[9]